# Fare Elettronica
Fare Elettronica è una rivista italiana che si occupa di elettronica applicata e divulgazione. È stata distribuita nelle edicole italiane e spedita in abbonamento fino all'aprile 2013, quando divenne soltanto digitale.

## Storia
La sua fondazione risale al 1984 con il nome Hobby Elettronica per iniziativa del Gruppo Editoriale Jackson. Alcuni mesi dopo il nome fu cambiato in Fare Elettronica per superare alcune problematiche di registrazione del marchio. La testata fu rilevata negli anni 90 da DTP Studio di Novara per iniziativa dell'iniziale fondatore e direttore Angelo Cattaneo, successivamente rilevata da Inware Edizioni. Oggi è edita dal Consorzio Tecnoimprese, tuttavia la pubblicazione sembra essersi interrotta con il numero 387/388 di dicembre 2018, mentre la testata continua a esistere come sito Web.
Oggi la testata è divenuta un blog di elettronica che offre ai suoi lettori contenuti originali, sviluppati da professionisti di elettronica.